# فرانك إدوين وارد
فرانك إدوين وارد (بالإنجليزية: Frank Edwin Ward)‏ هو ملحن أمريكي، ولد في 7 أكتوبر 1872، وتوفي في 1953.

## وصلات خارجية
- فرانك إدوين وارد على موقع ميوزك برينز (الإنجليزية)